# Soesterberg

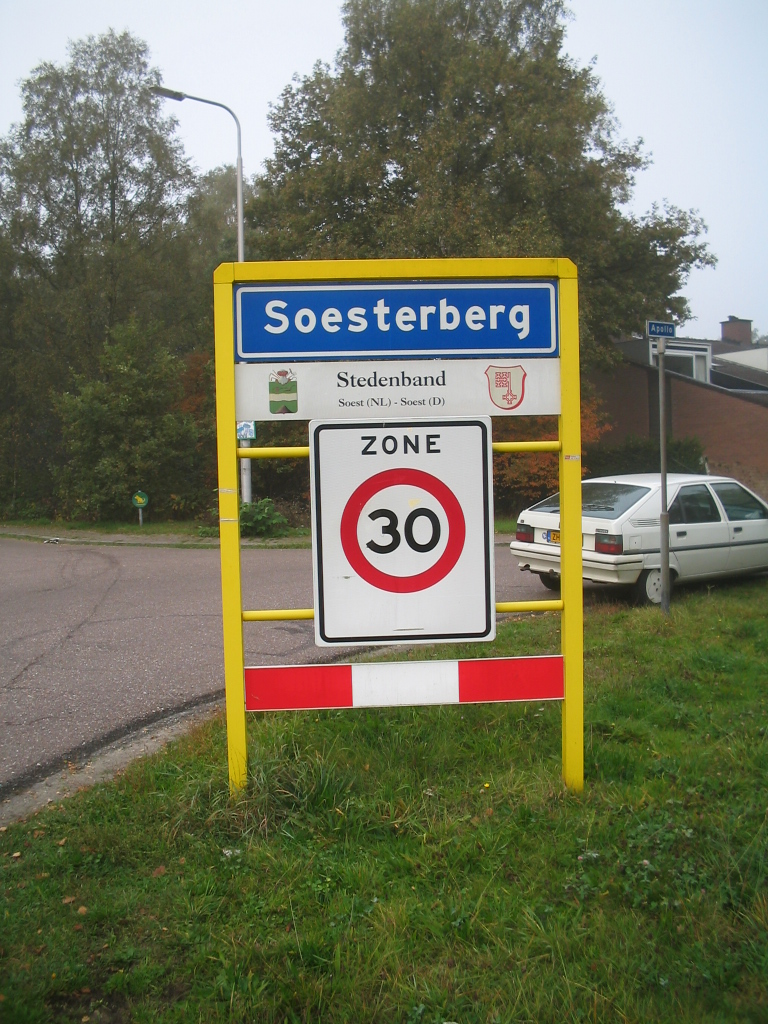
Ortseingangsschild von Soesterberg

Soesterberg ist ein Ort in der niederländischen Provinz Utrecht. Er gehört zur Gemeinde Soest und liegt 13 km östlich von Utrecht sowie fünf Kilometer nordöstlich von Zeist, an der N237 zwischen Amersfoort und Utrecht. 2024 zählte Soesterberg 7.770 Einwohner.

## Geschichte
Von 1925 bis 1960 bestand in Soesterberg das Missiehuis St. Jan, ein Ordensseminar der Steyler Missionare. Seit 1961 dient das einstige Missionshaus (seit 2000 auch das einstige Kloster der Dienerinnen des Heiligen Geistes nebenan) unter dem Namen Kontakt der Kontinenten als Tagungshaus für weltkirchliche und entwicklungspolitische Seminare. Dort erarbeiteten 2002 Delegationen zahlreicher europäischer Kirchen den „Soesterberg-Brief“, eine Denkschrift zu wirtschaftethischen Fragen angesichts der Globalisierung.
Von 1954 bis 1994 nutzte die US-Luftwaffe den Militärflugplatz Soesterberg als Stützpunkt (Soesterberg Air Base). Während dieser Zeit lebten im Dorf Soesterberg viele amerikanische Familien. Die niederländische Militärfliegerei begann hier 1913; sie endete 2008 nach Abzug der letzten Hubschrauber.
Am 11. Dezember 2014 eröffnete König Willem-Alexander das in Soesterberg neu erbaute Nationaal Militair Museum. 
Dort sind nun die Sammlungen des ehemaligen Militaire Luchtvaart Museum und des ehemaligen Koninklijk Nederlands Legermuseum (Delft).